# Andrzej Mucha
Andrzej Sławomir Mucha (ur. 5 kwietnia 1970) – polski prawnik i polityk, radca prawny, w latach 2006–2007 wicewojewoda małopolski.

## Życiorys
Ukończył studia prawnicze na Uniwersytecie Jagiellońskim. Na tej uczelni kształcił się też w zakresie prawa autorskiego, odbył kurs praw człowieka przy Helsińskiej Fundacji Praw Człowieka. Zdał egzamin sędziowski, po czym rozpoczął wykonywanie zawodu radcy prawnego. Został wiceprezesem Stowarzyszenia Katon powiązanego ze Zbigniewem Ziobrą. Kierował Centrum Pomocy Ofiarom Przestępstw w Krakowie, do 2006 pracował jako prawnik w Małopolskim Urzędzie Wojewódzkim. Później otworzył własną kancelarię, został także arbitrem przy Urzędzie Zamówień Publicznych w Warszawie i egzaminatorem dla różnych zawodów. Publikował liczne artykuły popularyzujące prawo.
Zaangażował się w działalność polityczną w ramach Prawa i Sprawiedliwości, został członkiem wojewódzkich władz partii. 13 stycznia 2006 powołano go na stanowisko pierwszego wicewojewody małopolskiego, funkcję sprawował do grudnia 2007. W sierpniu 2006 tymczasowo pełnił obowiązki wojewody po odwołaniu Witolda Kochana. Został następnie prawnikiem w starostwie powiatowym w Wadowicach. W lutym 2011 przeszedł do partii Polska Jest Najważniejsza, objął funkcję szefa jednego z jej krakowskich kół i pełnomocnika. W 2021 współtworzył Partię Republikańską. Zasiadł w jej radzie krajowej, został też jej krakowskim pełnomocnikiem.

## Życie prywatne
Od 2006 żonaty z Kingą.